# Ракушка (бронетранспортер)
БТР-МД «Ракушка» (Індекс ГБТУ — Об'єкт 955) — російський десантований плаваючий бронетранспортер. Створено в конструкторському бюро Волгоградського тракторного заводу . Іноді неофіційно називається БТР-Д-3, БТРД-3.
Бронетранспортер створено на базі бойової машини десанту БМД-4. Основним призначенням бронетранспортера є заміна у військах БТР-Д.

## Опис конструкції

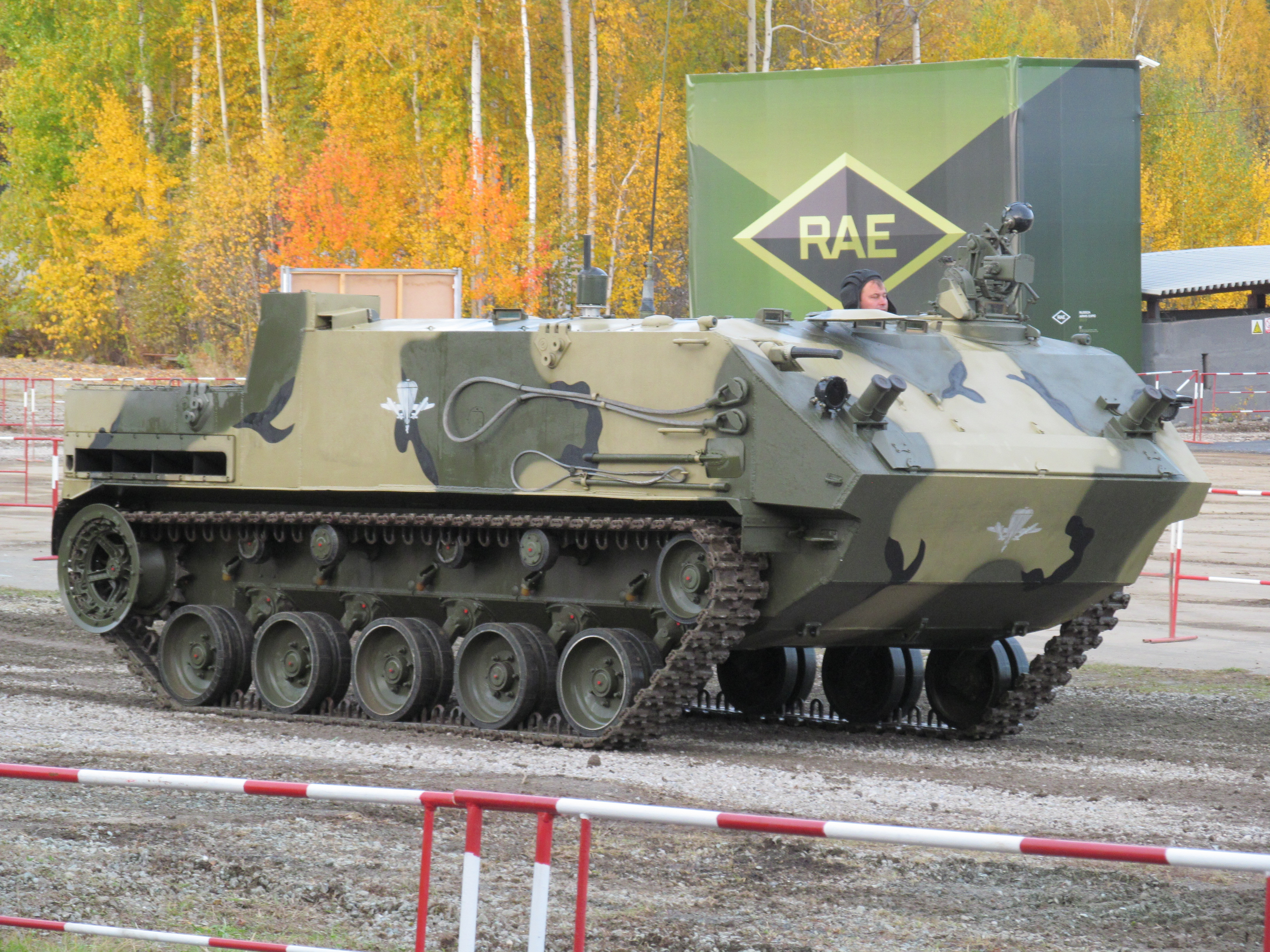
Бронетранспортер БТР-МДМ «Ракушка-М» на виставці «Russia Expo Arms 2013» у Нижньому Тагілі

Корпус машини виконаний із зварених броньових листів. У передній та середній частині корпусу знаходиться рубка з екіпажем та десантом бронетранспортера. Над гусеницями є спеціальні ніші. У задній частині машини знаходиться моторно-трансмісійне відділення. У кормовій частині рубки розташований люк для поспішання екіпажу. Місце механіка-водія знаходиться у передній частині машини. Ліворуч і праворуч від нього встановлено сидіння для двох членів десанту. У даху над місцями десанту та механіка-водія є три люки, для виходу з машини.
У лівій частині корпусу машини на даху встановлена вежа, під вежею в корпусі бронетранспортера встановлено крісло командира-навідника . Баштова установка обладнана зовнішньою системою живлення, а також механізмом вертикального наведення. У середній частині машини на бортах встановлені двомісні крісла для десанту, по три крісла з кожного борту. Крім того, по бортах встановлені кронштейни для установки носилок з пораненими.
Габарити та маса машини забезпечують авіатранспортабельність та швидке подолання водних перешкод.

### Двигун та трансмісія
Силова установка знаходиться у задній частині машини у моторно-трансмісійному відділенні. Двигун машини опозитний, оснащений системою турбонаддування та ежекторно-вентиляторною системою охолодження. В єдиному блоці з двигуном знаходиться механізм передачі та повороту. Механізм складається з реверсивної двовальної коробки передач, а також приводу з реверсивним валом на водометний рушій.

### Ходова частина

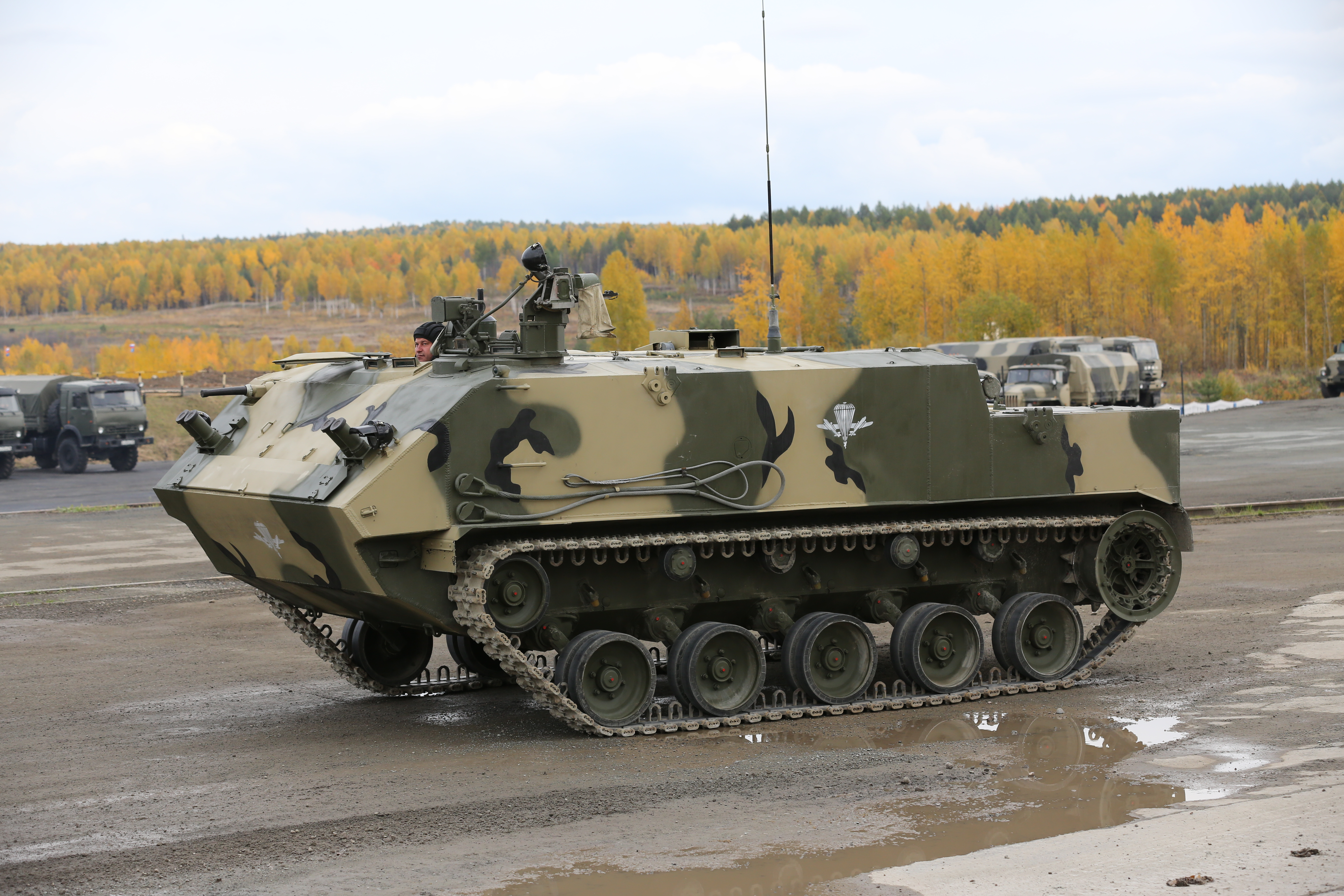

Ходова частина машини складається з п'яти опорних та чотирьох підтримуючих котків з кожного борту. На ковзанки надіті дрібнозвінчасті гусеничні стрічки з гумово-металевими шарнірами. Опорні ковзанки закріплені на пневматичних ресорах . Кліренс бронетранспортера змінний і має три режими: мінімальний, робочий та максимальний .

### Прилади спостереження та зв'язку
Для спостереження за місцевістю в люку механіка-водія встановлено три перископічні прилади спостереження. Існує можливість заміни центрального приладу спостереження на прилад нічного бачення. Перед правим люком у передній частині машини встановлено приціл для ведення вогню з кулемету. У баштовій установці також є прицільний комплекс командира-навідника для спостереження за місцевістю та стрільби.

### Озброєння
Як основне озброєння використовується 7,62-мм кулемет, встановлений в баштову установку командира-навідника. Додатково, у правій передній частині рубки встановлено ще один 7,62 мм кулемет.

## Модифікації
- БТР-МД — базова модифікація на базі бойової машини десанту БМД-4
- БТР-МДМ — модернізована версія на базі бойової машини десанту БМД-4М

## Машини на базі
- БММ-Д — броньована медична машина десантна (броньований санітарний транспортер — БММ-Д1, броньована машина медичного взводу — БММ-Д2).
- РХМ-5М — розвідувальна хімічна машина (модернізована)

## Оператори

### Росія

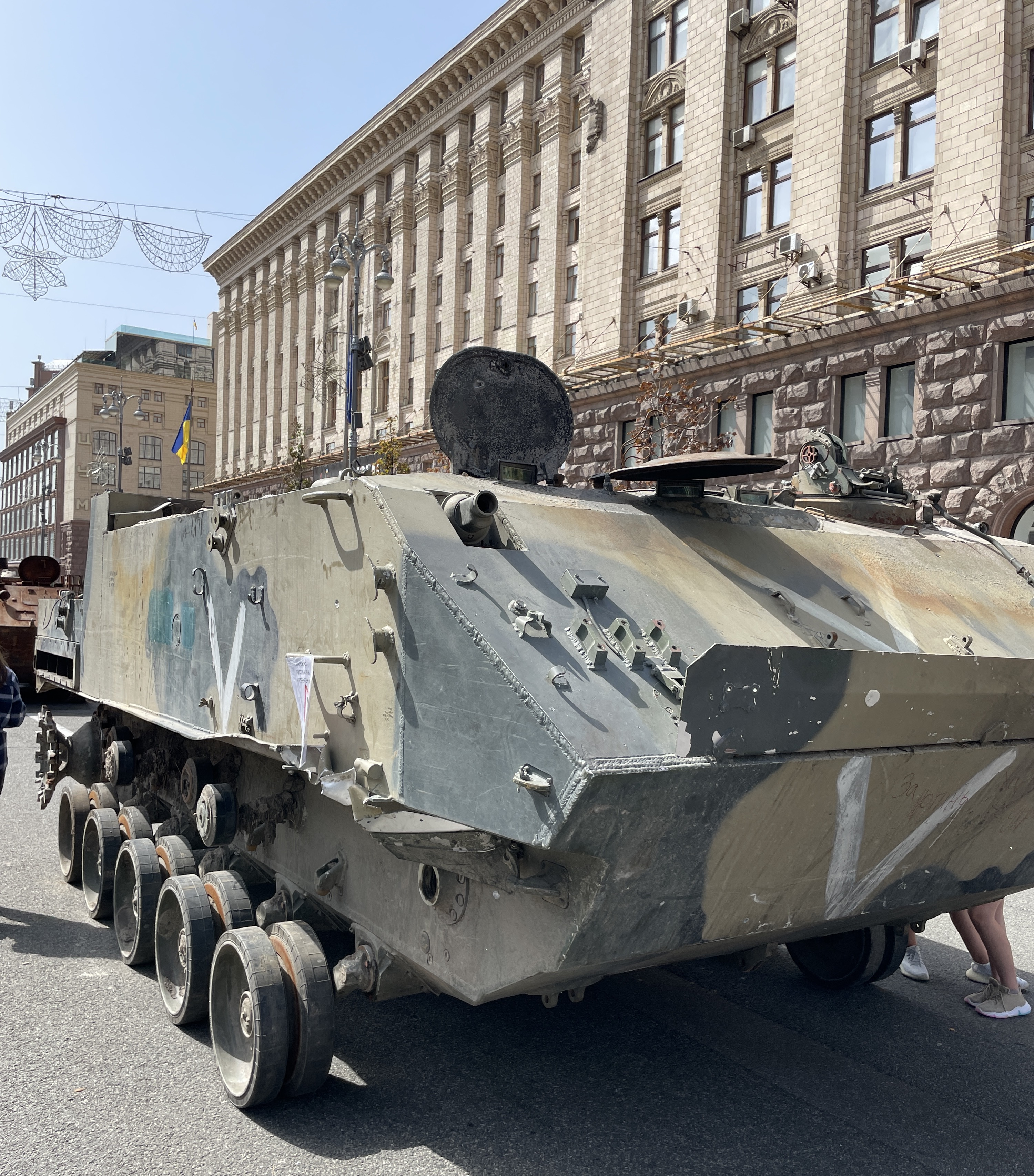
Захоплений БТР-МД на Крещатику

Перші 17 серійних БМД-4М та 12 БТР МДМ були поставлені Міністерству оборони у першій половині 2015 року, їх отримало Рязанське вище повітряно-десантне командне ордена Суворова двічі Червонопрапорне училище імені генерала армії В. Ф. Маргелова.
Машини БМД-4М та БТР МДМ були офіційно прийняті на озброєння Збройних Сил Росії у квітні 2016 року.
Станом на 2018 рік у військах налічувалося 54 одиниці БТР МДМ.

#### До 2021 року
По два батальйонні комплекти машин (БМД-4М та БТР-МДМ) отримали:
- 137-й гвардійський парашутно-десантний полк 106-ї гвардійської повітряно-десантної дивізії, дислокований у Рязані (у вересні та грудні 2016 року),
- 31-й гвардійська окрема десантно-штурмова бригада в Ульяновську (у квітні та серпні 2017 року),
- 104-й гвардійський десантно-штурмовий Червонопрапорний полк 76-ї гвардійської десантно-штурмової дивізії (у лютому 2018 та березні 2019 року),
- 234-й гвардійський десантно-штурмовий полк 76-ї гвардійської десантно-штурмової дивізії у Пскові (у січні та червні 2020 року).

Один батальйонний комплект поставлений у дислокований у Новоросійську 108-й гвардійський Кубанський козачий десантно-штурмовий полк (2020 року).
На початку 2017 року ротний комплект БМД-4М (десять машин) отримав 242 навчальний центр ВДВ в Омську.

#### У 2021 році
Десятий батальйонний комплект надійшов до дислокованого у Ставрополі 247-го гвардійського десантно-штурмового Кавказького козачого полку 7-ї Новоросійської гвардійської десантно-штумової (гірської) дивізії (8 червня 2021 року).
Одинадцятий батальйонний комплект, поставлений Повітряно-десантним військам, отримав 217-й гвардійський парашутно-десантний Іванівський ордена Кутузова полк 98-ї гвардійської повітрянодесантної дивізії в Іваново.
Всього, до початку вторгнення, налічувалося не більше 200 БТР МДМ.

### Україна

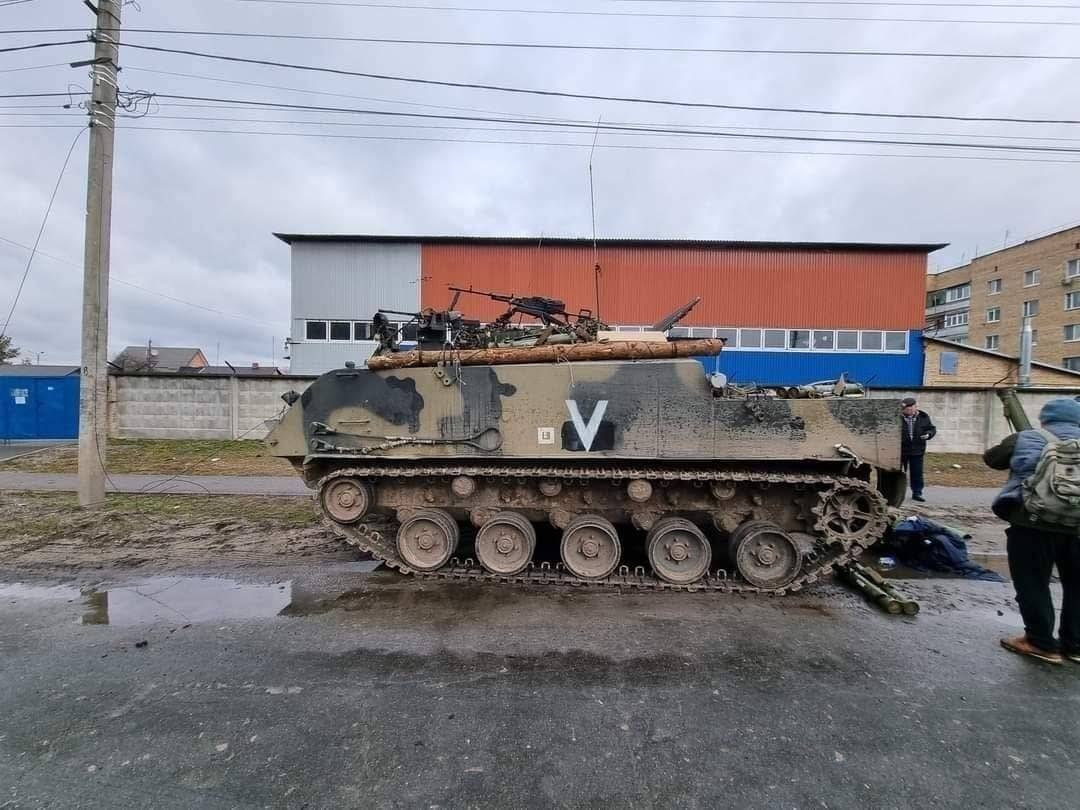
Підбитий у Гостомелі БТР-МД із маркуванням V

З відкритих джерел відомо про щонайменше 7 захоплених трофейних машин у ході вторгнення Росії в Україну